# Šentpeter, Šentjakob v Rožu
Šentpeter (nemško St. Peter) je naselje v Občini Šentjakob v Rožu v Okraju Beljak-dežela na Koroškem v Avstriji.